# Marcjan Żórawski
Marcjan Fryderyk Żórawski (ur. 15 marca 1848 w Wieliszewie, zm. 27 kwietnia 1932 w Szarbsku) – polski lekarz weterynarii, konstruktor oftalmoskopu weterynaryjnego, profesor Charkowskiego Instytutu Weterynaryjnego oraz docent Instytutu Weterynaryjnego w Warszawie.

## Życiorys
Urodził się 15 marca 1848 w majątku ziemskim w Wieliszewie. W 1870 ukończył z wyróżnieniem „cum exima laude” Szkołę Weterynaryjną w Warszawie. 
W 1871 w Instytucie Weterynaryjnym w Dorpacie uzyskał stopień magistra nauk weterynaryjnych na podstawie pracy „Über das Lahmgehen des Pferdes” (O kulawiźnie koni). 
W latach 1871–1874 wykładał na stanowisku nauczyciela w Szkole Weterynaryjnej w Warszawie. W 1874, został, w ramach akcji rusyfikacji i związanego z tym zastępowania polskich nauczycieli nauczycielami rosyjskimi, przeniesiony służbowo do Charkowskiego Instytutu Weterynaryjnego. Prowadził w Charkowie wykłady początkowo na stanowisku docenta, a następnie na stanowisku pełniącego obowiązki profesora nadzwyczajnego. W 1879, na własną prośbę, powrócił na stanowisko nauczyciela w Szkole Weterynaryjnej w Warszawie. W 1884 po przekształceniu Szkoły Weterynaryjnej w Warszawską Uczelnię Weterynaryjną został wykładowcą, a w 1889 po przekształceniu Warszawskiej Uczelni Weterynaryjnej w Instytut Weterynaryjny docentem. W 1893 został zwolniony, po konflikcie z rosyjskim dyrektorem Gieorgijem Czułowskim, spowodowanym utrudnianiem Polakom studiowania w Instytucie. W okresie 1893–1896 pracował najpierw jako lekarz kwarantanny na Pradze, następnie jako weterynarz gubernialniany warszawski. W okresie 1986–1908 ponownie pracował w Instytucie Weterynaryjnym w Warszawie jako docent prywatny. 
W 1908 odszedł na emeryturę. Osiadł w Szarbsku gdzie posiadał majątek ziemski, przez 18 lat był wybierany sędzią, własnym kosztem i staraniem zorganizował ochotniczą straż pożarną. W 1919 otrzymał propozycję objęcia stanowiska w Studium Weterynarii Wydziału Lekarskiego Uniwersytetu Warszawskiego, której nie przyjął ze względu na zły stan zdrowia. Zmarł w Szarbsku 27 kwietnia 1932. 

## Nagrody i wyróżnienia
- „Wielki Medal Srebrny” oraz wyróżnienie, Wystawa Przyrodniczo-Lekarska, Kraków, 1891 – opracowanie i wdrożenie do praktyki oftalmoskopu weterynaryjnego[1]
- odznaczenie oraz nagroda, Wystawa Towarzystwa Politechnicznego, Lwów, 1892 – opracowanie i wykonanie stołu operacyjnego dla dużych zwierząt[1]
- wyróżnienie, Wystawa Światowa, Paryż, 1900 – opracowanie protezy oka, odtwarzającej obrazy i barwy naturalne[1]
- dyplom uznania, Wystawa Przyrodniczo-Lekarska i Higieniczna, Lwów, 1907 – opracowanie tablic dydaktyczno-naukowych[1]

## Ważniejsze prace
Większość prac Marcjan Żórawski opublikował w latach 1871-1926, wiele z nich było tłumaczonych na języki obce, najważniejszymi z nich były:
- „O aparacie diagnostycznym, przeznaczonym do badania mięsa wieprzowego w kierunku wykrywania włośni krętych – Trichinella spiralis”
- „Mechanizmy zjawisk nerwowych” (1880)[4]